# Tituly a vyznamenání Aníbala Cavaca Silvy

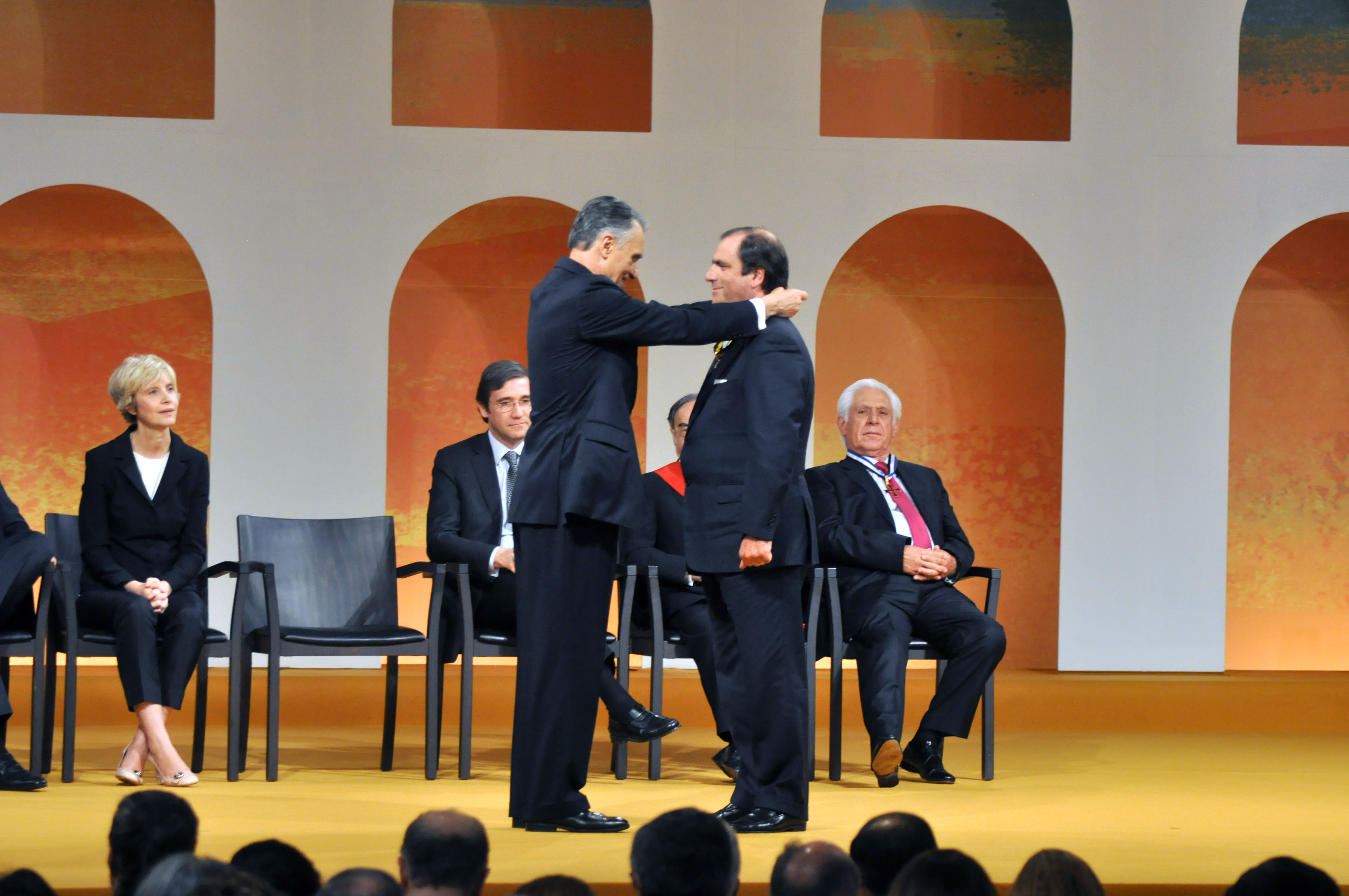
Prezident při udílení portugalských vyznamenání

Aníbal Cavaco Silva, portugalský politik a bývalý prezident Portugalska, obdržel během svého života řadu státních i nestátních vyznamenání a ocenění, a to jak portugalských tak zahraničních. Během svého funkčního období prezidenta Portugalska byl také velmistrem portugalských řádů.

## Vyznamenání

### Portugalská vyznamenání

#### Velmistr 9. března 2006 – 9. března 2016
- Stuha tří řádů
- Řád věže a meče
- Řád Kristův
- Řád avizských rytířů
- Řád svatého Jakuba od meče
- Řád prince Jindřicha
- Řád svobody
- Řád za zásluhy
- Řád veřejného vzdělávání

#### Osobní portugalská vyznamenání

Erb Aníbala Cavaca Silvy jakožto rytíře Řádu Isabely Katolické

Erb Aníbala Cavaca Silvy jakožto Rytíře Řádu Serafínů

- velkokříž Řádu Kristova – 29. listopadu 1995[1]
- velkokříž s řetězem Řádu věže a meče – 9. března 2011[1]
- velkokříž s řetězem Řádu svobody – 9. března 2016[1][2]
- velkokříž s řetězem Řádu prince Jindřicha – 5. července 2022 – udělil prezident Marcelo Rebelo de Sousa[3][4][5]

### Zahraniční vyznamenání
Zahraniční vyznamenání, která během svého života obdržel Aníbal Cavaco Silva.
- Brazílie
  -  velkokříž Řádu Jižního kříže – 4. února 1991
  -  velkokříž Řádu národního kongresu – 4. února 1991
  -  velkokříž Řádu Rio Branco – 8. října 1991
  -  velkokříž s řetězem Řádu Jižního kříže – 22. dubna 2008
- Bulharsko
  -  Řád Stará planina I. třídy – 8. června 2015
- Ekvádor
  -  velkokříž Národního řádu za zásluhy – 25. ledna 1991
- Estonsko
  -  Řádový řetěz Řádu kříže země Panny Marie I. třídy – 6. února 2008[7]
- Finsko
  -  velkokříž Řádu bílé růže – 8. března 1991
- Guinea-Bissau
  -  velkokříž Národního řádu Colinas do Boé – 4. února 1991
- Itálie
  -  rytíř velkokříže Řádu zásluh o Italskou republiku – 23. července 1990[8]
- Jordánsko
  -  řetěz Řádu al-Husajna bin Alího  – 28. května 2009
  -  velkokříž Nejvyššího řádu renesance – 10. prosince 2009
- Chile
  -  velkokříž Řádu za zásluhy – 20. července 1992
  -  velkokříž s řetězem Řádu za zásluhy – 15. listopadu 2007
  -  velkokříž Řádu Bernarda O'Higginse – 19. listopadu 2010
- Kapverdy
  -  Řád Amílcara Cabrala I. třídy – 14. července 2010[9]
- Katar
  -  velkokříž s řetězem Řádu za zásluhy – 10. prosince 2009
- Kolumbie
  -  velkokříž Řádu Boyacá – 23. května 1988
  -  velkokříž s řetězem Řádu Boyacá – 14. listopadu 2012
- Kypr
  -  velkokříž Řádu Makaria III. – 20. listopadu 1990
- Litva
  -  velkokříž se zlatým řetězem Řádu Vitolda Velikého – 29. května 2007[10]
- Lotyšsko
  -  Kříž uznání – 22. listopadu 2010[11]
- Lucembursko
  -  velkokříž Řádu dubové koruny – 4. února 1991
  -  rytíř Nasavského domácího řádu zlatého lva – 9. září 2010
- Malta
  -  Národní řád za zásluhy – 12. listopadu 2008[12]
- Maroko
  -  řetěz Řádu Ouissam Alaouite – 17. května 1991
  -  velkostuha Řádu Ouissam Alaouite – 13. února 1995
- Mexiko
  -  řádový řetěz Řádu aztéckého orla – 2. června 2014
- Mosambik
  -  Řád přátelství a míru I. třídy – 7 .října 2014
- Německo
  -  velkokříž Záslužného řádu Spolkové republiky Německo – 25 .ledna 1991
  -  speciální třída velkokříže Záslužného řádu Spolkové republiky Německo – 26. května 2009
- Nizozemsko
  -  velkokříž Řádu dynastie Oranžsko-Nasavské – 25. března 1992
- Norsko
  -  velkokříž Řádu svatého Olafa – 27. května 2008[13]
- Palestina
  -  Řád palestinské hvězdy – 19. července 1995
- Panama
  -  velkokříž s řetězem Řádu Manuela Amadora Guerrera – 30. července 2013
- Peru
  -  velkokříž s diamanty Řádu peruánského slunce – 12. listopadu 2012
- Polsko
  -  velkokříž Řádu znovuzrozeného Polska – 1. října 2008 – udělil prezident Lech Kaczyński[14][15]
  -  rytíř Řádu bílé orlice – 22. června 2012 – udělil prezident Bronisław Komorowski[16]
- Rakousko
  -  velká čestná dekorace ve zlatě na stuze Čestného odznaku Za zásluhy o Rakouskou republiku – 14. července 1997[17]
  -  velkohvězda Čestného odznaku Za zásluhy o Rakouskou republiku – 31. srpna 2009[18]
- Rumunsko
  -  velkokříž s řetězem Řádu rumunské hvězdy – 16. června 2015[19]
- Řecko
  -  velkokříž Řádu cti – 15. května 1990
- Slovensko
  -  Řád bílého dvojkříže I. třídy – 15. listopadu 2010
- Španělsko
  -  velkokříž Řádu Isabely Katolické – 8. září 1993
  -  velkokříž s řetězem Řádu Isabely Katolické – 24. září 2006 – udělil král Juan Carlos I.[20]
- Švédsko
  -  komtur velkokříže Řádu polární hvězdy – 9. února 1987
  -  rytíř Řádu Serafínů – 9. května 2008
- Tunisko
  -  velkostuha Řádu 7. listopadu – 18. listopadu 1993
  -  velkostuha Řádu republiky – 18. listopadu 1993
- Turecko
  -  Řád Turecké republiky – 24. listopadu 2009 – udělil prezident Abdullah Gül[21]
- Vatikán
  -  velkokříž s řetězem Řádu Pia IX. – 30. srpna 2010
- Venezuela
  -  velkokříž Řádu osvoboditele – 18. listopadu 1987
- Východní Timor
  -  velkokříž Řádu Východního Timoru – 6. srpna 2012

### Nestátní ocenění
- velkokříž Maltézského záslužného řádu – Suverénní řád Maltézských rytířů, 25. ledna 1991
- řádový řetěz Maltézského záslužného řádu – Suverénní řád Maltézských rytířů, 23. listopadu 2010[22]